# Sergueï Iefimenko
Sergueï Iefimenko ( russe : Сергей Митрофанович Ефименко ; né le 25 septembre (7 octobre) 1896 à Borzna, gouvernement de Tchernigov et mort le 5 août 1971 à Bakou) est un artiste de théâtre, graphiste, artiste du peuple de la RSS d'Azerbaïdjan(1961)

## Biographie
Serguey Yefimenko est né le 25 septembre (7 octobre) 1896 à Borzna, dans la province de Tchernigov. Il est diplômé de l'école d'art de Kiev en 1915 et de l'école d'art de Tachkent en 1919, et poursuit ses études à l'atelier artistique et technique supérieur de Moscou en 1921-1924. Ici, il étudie d'abord au département de céramique, puis au département de peinture.

## Œuvre
Sergey Yefimenko commence sa carrière artistique en 1923 au Théâtre Meyerhold de Moscou. En 1926 il travaille au Théâtre de la Révolution de Moscou. En 1927 il vient à Bakou et travaille au Théâtre dramatique russe d'État d'Azerbaïdjan jusqu'à la fin de sa vie, d'abord en tant que peintre, puis en tant que peintre en chef.
Il donne la conception artistique à plus de 150 représentations. 
S.Efimenko est le peintre de plusieurs performances au Théâtre d'opéra et de ballet d'État d'Azerbaïdjan.

## Décorations
- Titre honorifique de l'Ouvrier d'art honoré de la RSS d'Azerbaïdjan - 1er février 1936
- Prix Staline (IIIe degré) - 1951 (pour la pièce d' Imran Gasimov Aube sur la Caspienne au Théâtre dramatique russe d'Azerbaïdjan)
- Ordre du Drapeau rouge du travail - 9 juin 1959
- Titre honorifique Artiste du peuple de la RSS d'Azerbaïdjan - 24 mars 1961